# Fusione (fisica)

Fusione di un cubetto di ghiaccio

La fusione è una transizione di fase che trasforma un solido in un liquido in seguito all'applicazione di calore o pressione.
Il processo inverso della fusione è la solidificazione.
Le condizioni in corrispondenza delle quali avviene la fusione corrispondono al cosiddetto punto di fusione, che è caratterizzato da un certo valore di temperatura e pressione. Spesso si fa riferimento alla pressione atmosferica, per cui in tal caso il punto di fusione può essere considerato sinonimo di "temperatura di fusione".

Diagramma di fase dell'acqua. La retta che contraddistingue l'equilibrio solido-liquido segue un andamento con pendenza negativa per pressioni minori di 2000 atm e positiva per pressioni maggiori di 2000 atm.

Durante il processo di fusione il volume può aumentare o diminuire, a seconda della sostanza presa in considerazione e dalla pressione. Ciò può essere previsto valutando la pendenza della curva di solidificazione del diagramma di stato corrispondente. Ad esempio nel caso dell'acqua, per pressioni minori di 2000 atm tale curva ha pendenza negativa, per cui in tale intervallo di pressione si ha un aumento di volume in concomitanza con il processo di solidificazione, mentre per pressioni maggiori di 2000 atm avviene il contrario.
Nel caso di alcuni materiali come il vetro e i polimeri termoplastici, il passaggio dallo stato solido allo stato liquido avviene molto più gradualmente, passando dal cosiddetto punto di rammollimento.

## Leggi della fusione
1. Data una pressione, una sostanza ha una ed una sola temperatura di fusione
2. Se la pressione rimane costante, durante il processo di fusione o di solidificazione la temperatura del corpo rimane costante
3. Il calore necessario per fondere una data sostanza è data dal prodotto di Calore di fusione e massa[2]

## Applicazioni
Il fenomeno della fusione viene applicato in diversi campi, ove sia necessario rendere un materiale fluido per farne acquisire caratteristiche di interesse. Alcuni applicazioni sono nella tecnica di lavorazione dei metalli e nella produzione di vetro.